# Смолско
Смо̀лско е село в Западна България. То се намира в Община Мирково, Софийска област.

## География
Смолско се намира в Ихтиманска Средна гора, на около 55 км от центъра на София. Разположено е на склона на връх Войняг, висок около 950 м. По това прилича малко на Велико Търново, тъй като на места наклонът е голям и къщите са почти една върху друга. Селото е заобиколено от средно високи планини и се намира над десния бряг на Смолешка река.
Самото село е на около 650 м надморска височина, обърнато в посока изток-североизток с прекрасна гледка към Същинска Средна гора и билото на Стара планина. Гледката напомня в голяма степен на Родопите.
Смолско е сравнително голямо, живописно село, в което старата възрожденска архитектура си дава среща със съвременни къщи, строени предимно от софиянци за вили. Особено в горната махала има улички и сокаци, които приличат поразително на Копривщица.

## История
Историята на селото е богата и се губи във времената на османската власт. От селото са и майсторите, които са изработвали черешовите топчета използвани от борците за свобода по време на Априлското въстание. Част от бойците в Хвърковатата чета на Бенковски също са от Смолско. Селото е изгаряно на няколко пъти от турски наказателни отряди. И днес се произвеждат черешови топчета.
Нено Иванов Ладжов от Смолско е един от малкото Ботеви четници, който въпреки че е бил ранен и след това арестуван успява да оцелее.
Георги Данчов Филипов също от Смолско е български военен, ефрейтор, участвал в боевете в Румъния срещу руските и румънски войски през 1916 – 1917, по-късно ранен в боевете на Македонския фронт през май 1917 г., починал от раните си в с. Мургаш, през юли 1917 г.

## Културни и природни забележителности
- Църквата „Въведение Богородично“ в селото е реставрирана през 2005 г. Включена е в списъка на паметниците на културата. Построена е през 1859 г. от Ганчо Трифонов.
- По живописните улички на селото са пръснати десетки чешми, което му придава и неповторим облик.
- В околностите на селото има прекрасни места за отдих, пътища и пътеки за туризъм и райони, където може да се практикува планинско колоездене. На около два километра от селото по живописен път се стига до малък язовир, заобиколен от красиви хълмове, на чийто бряг се намира новопостроен параклис.

## Редовни събития
Селото е възникнало като войнишко село по време на цар Самуил, когато е трябвало да се охраняват/пазят най-североизточните граници на българското царство. Затова и най-високия, стратегически връх е наречен „Войняг“ от думата-войн.
Будни и родолюбиви хора са се родили и живели в Смолско. В селото са пристигнали с войните и носители на строителното/майсторлъка на чардаклии къщи от днешна Aлбания. Старите къщи и стопански сгради са изработени с голямо умение, с красиви еркери, с дялани греди и елементи, при строежа на които не е употребен и 1 гвоздей.
Майстор Ганчо, който е построил черквата „Въведение богородично“ е построил и черквата в съседното село Байлово-до преди години се е виждал надписа на източната фасада на същата, но сега е заличен.
Майстор Ганчо получава поръчка от Панагюрските първенци след освобождението да изгради нова черква „Св. Георги“, но да бъде красива като Солунската и майстора от празника на св. Атанас със соленица и 3 хляба тръгва пеш за Солун от пазара взима без пари 1 калъп сапун от един българин и прави макета на черквата.
Когато работи с майстори смоляни черквата, през време на почивката-в неделните дни, той иззижда и красив, запазен ограждащ зид на един от чорбаджиите на Панагюрище, Юруков-като в двете окраещни колони той е изработил издялани в мек камък фигури на двуглав орел, а на втората своите инициали – майстор Ганчо от с. Смолско.
Още един паметник на великия майстор от селото е и смолешката къща, в която през втората половина на миналия век р бил домът на българосъветската дружба.
Село Смолко е и родното село на академик Петър Динеков. При неговото раждане в регистърът към кметството е записан под името Пейо. При посещението и самия той се изненадал от този факт. Къщата, където е роден академика е все още запазена в автентичния си вид. Сградата е интересна, построена е в характерен за селото архитектурен стил.
|||Мещровски език-тайния език на гюлгерите от с. Смолско.|||Мещровски език-тайния език на гюлгерите от с. Смолско...Тайните занаятчийски говори се създават от особените условия, при които са били поставени странствуващите занаятчии. Скитанията по чужди краища, срещите с разни лица, нощуванията у случайни познати и непознати, работата в дома на селянина-работодател, която обикновено е била свързана с по-късо или по-дълго пребиваване, постоянният контрол, страхът от измама и кражба, необходимостта да се уговарят условия и да се съобщават разни неща в присъствието на външни лица – всички тия условия в бита и в трудовата дейност на странствуващите занаятчии довеждат до обособяването им в своеобразна социална група и до изработването на средство за самозащита – свой особен таен говор. Така тайният говор се явява по необходимост като средство за борба.
Тайните занаятчийски говори се състоят от думи, свързани с непосредната трудова дейност и с всекидневния бит. Например в тайния говор на зидарите от Пирдопско се срещат особени думи, заместници на названия, отнасящи се до зидарството, но много повече са думите, които заместват общоизвестни и общоупотребими названия. Например към производствената им дейност – зидарството, се отнасят думи като б’ал (вар), гỳр (камък), дрỳно (дърво), шкѝпар (тухла), штѝца (дъска), длàнче (ренде), меркàч (метър), търкал’àчка (количка), л’ỳга (лопата), репàн (трион), трън (пирон), к’òраф (прозорец), пушлѝф (комин), стис (зид), тѝри (врата), д’ỳам (мажа), прèсам (режа) и пр. Много повече са обаче думите, означаващи всекидневни явления и прояви, като ноф (ден), нòва (седмица), прàма (вечер), бѝеница (мляко), блак (захар), брич (хляб), вỳйа (вода), големàн (вино), чòча (ракия), крѝпа (сол), миш (месо), пл’ак (баща), мòтра (дъщеря), чỳпа (момиче), дòра (ръка), глỳо (ухо), пàлка (крак), тѝмба (глава), върнèш (дъжд), бàпка (черква), деманѝт (учител), грàпча (пиша), пèа (чета), кèша се (смея се), гàнам (нося), мàрам (вземам, крада), уштèвам (храня), лѝтам (лъжа) и пр.
Справка: ** К ъ н ч е в, Ив. Таен зидарски език от с. Смолско, Пирдопско. – Изв. Инст. бълг. ез., 4, 1955, 361 – 410;
И до днес в селото е запазена традицията, когато къщата е завършена на покрива да се направи кръст с китка и главния майстор да завика благословии за къщата, за собствениците и съседите да идват и да даряват майсторите с пишкири, ризи, чорапи и пр. написа Мария Найдекова.

## Други
- Снимки от село Смолско
- Църква „Въведение Богородично“
- Камбанарията и надписът на фасадата на църквата
- Паметник на падналите през войните

## Личности
Родени в Смолско
- Велко Петров, български революционер от ВМОРО, четник на Васил Аджаларски[3]
- Цветко Йосифов, български революционер от ВМОРО, четник на Тръпко Стоименов[4]
- Димитър Митков (1904 – 1985), български инженер и народен представител в XXV народно събрание от Петричка избирателна колегия[5]
- Петър Динеков (1910 – 1992), професор, академик на БАН